# Sony Xperia acro S
Sony Xperia acro S (модельний номер — LT26w) — смартфон із серії Sony Xperia, розроблений компанією Sony, анонсований 30 травня 2012 року. Апарат отримав сертифікат IP57, що означає його пиле- і водонепроникність. Його наступник Sony Xperia V.

## Характеристики смартфону

### Апаратне забезпечення
Смартфон працює на базі двоядерного процесора Qualcomm Snapdragon S3 (MSM8260), що працює із тактовою частотою 1,5 ГГц (архітектура ARMv7), 1 ГБ оперативної пам’яті і використовує графічний процесор Adreno 220 для обробки графіки. Пристрій також має внутрішню пам’ять об’ємом 16 ГБ (користувачеві доступно 11 ГБ), із можливістю розширення карткою microSDXC до 32 ГБ. Апарат оснащений 4,3-дюймовим (109,22 мм відповідно) дисплеєм із розширенням 720 x 1280 пікселів із щільністю пікселів 342 ppi, що виконаний за технологією TFT. Він підтримує мультитач, High Definition Reality з мобільним BRAVIA engine від Sony і здатний відображати 16 777 216 кольорів. Задня камера має 12 мегапікселів Exmor R для зйомки при слабкому освітленні та здатний записувати відео у форматі 1080p (Full HD), . Він також оснащений фронтальною камерою на 1,3 мегапікселя і здатний записувати відео з роздільною здатністю 720p. 
Дані передаються через роз'єм micro-USB, який також підтримує USB On-The-Go, і порт micro HDMI для перегляду зображень і відео з пристрою на екрані телевізора. Щодо наявності бездротових модулів Wi-Fi (802.11b/g/n), Bluetooth 3.0, DLNA, вбудована антена стандарту GPS + ГЛОНАСС. Він також має NFC (Near Field Communication), який можна використовувати з Xperia SmartTags, або для фінансових транзакцій, за допомогою відповідних програм із Google Play. Весь апарат працює від Li-ion акумулятора ємністю 1910 мА·г, що може пропрацювати у режимі очікування 290 годин (12,1 дня), у режимі розмови — 6.66 години, і важить 147 грами.

### Програмне забезпечення
Смартфон Sony Xperia acro S постачалася із встановленою Android 4.0 «Ice Cream Sandwich». Телефон інтегрований із Facebook і має інтерфейс користувача Timescape. Інтерфейс має головний екран із п’ятьма панелями, (які не можна видалити чи добавити ще) із чотирма прикріпленими ярликами внизу, на всіх панелях (по два з обох боків, по середині список програм, проте бічні ярлики можна замінити). Присутні власні віджети Sony, годинник Timescape (з присутністю окремої програми) і альбом фото/відео Mediascape (на Ice Cream Sandwich програма вже відсутня). На Android 4.0 появився ще один віджет, Walkman на екрані блокування, який дозволяє швидко керувати музикою, а також функція резервної копії смартфона. Він також має сертифікацію PlayStation Mobile, що дозволяє користувачам грати в ігри PlayStation Suite, і підключений до Sony Entertainment Network, що дозволяє користувачам отримувати доступ до Music & Video Unlimited. Xperia acro S також сертифікований DLNA. Sony зробила оновлення Android 4.1.2 «Jelly Bean»  доступною для завантаження користувачами через Sony PC Companion.

## Критика
Ресурс PhoneArena поставив апарату 7.8 із 10 балів, сказавши, що «Sony Xperia acro S може і не бути найкращим смартфоном на ринку, але він є дуже водостійким Android-телефоном, що можна купити за межами Японії». До плюсів зараховано пиле- і водонепроникність, екран, мультимедійні можливості, до мінусів — «товстий і громіздкий», сенсорні клавіші незручні.
CNET Asia поставив оцінку 4/5. Плюсами смартфону названо швидкодія, пиле- і водонепроникність, Ice Cream Sandwich, яскравий екран, мінусами — налаштування Ice Cream Sandwich, докстанція непридатна для використання із USB-портом, швидкість запуску камери («дійсно повільно»).

### Відео
- Огляд Sony Xperia acro S від PhoneArena (англ.)
- Sony Xperia acro S [Архівовано 9 жовтня 2016 у Wayback Machine.] від MobileReviewcom (рос.)

### Огляди
- Нік Т. Огляд Sony Xperia acro S [Архівовано 6 травня 2013 у Wayback Machine.] на сайті PhoneArena (англ.)
- Алойсіус Лов. Огляд Sony Xperia acro S на сайті CNET Asia (англ.)

## Xperia acro HD
Sony Ericsson Xperia acro HD версія смартфону Sony Xperia acro S, що була випущена для японського ринку і місцевих операторів мобільного зв'язку — NTT DoCoMo і KDDI. Почав продаватися 15 березня 2012 року і є останнім випущеним смартфоном Sony Ericsson.